# Île Jésus
Île Jésus är en ö i Montréals norra förorter i  provinsen Québec i Kanada.. Den är 34 km lång och mindre än 10 km bred, och har ytan är 242 kvadratkilometer (näst störst i Archipel d'Hochelaga). Ön ligger mellan flodarmarna Rivière des Mille Îles i norr och Rivière des Prairies i söder. Trakten ingår i den hemiboreala klimatzonen.